# 木山仁
木山 仁（きやま ひとし、1974年〈昭和49年〉1月9日 - ）は、鹿児島県鹿児島市出身の空手家。極真会館（松井派）名古屋中央支部の支部長。極真空手五段。身長176cm、体重93kgという体格ながら、第8回オープントーナメント全世界空手道選手権大会で優勝した。選手時代のキャッチフレーズは「弾丸ファイター」。

## 来歴
- 1989年（平成元年）極真会館鹿児島支部に入門する。
- 1995年（平成7年）第13回鹿児島県大会で優勝。
- 1996年（平成8年）第14回鹿児島県大会で優勝。
- 1997年（平成9年）第1回全世界ウェイト制空手道選手権大会中量級で優勝。
  - ギャリー・オニールを破り、決勝まで勝ち上がり優勝した事で注目を浴びる。
- 1998年（平成10年）第30回オープントーナメント全日本空手道選手権大会で3位入賞。
  - 準決勝で数見肇と対戦し、本戦で判定負けとなった。
- 1999年（平成11年）第7回オープントーナメント全世界空手道選手権大会で3回戦敗退。
- 2000年（平成13年）ヨーロッパ選手権大会 軽重量級で優勝。
  - この大会から連勝記録が始まる。
- 2000年（平成12年）第32回全日本選手権で初優勝。
  - 決勝ではライバルである木村靖彦と対戦した。
- 2001年（平成13年）第33回全日本選手権で優勝。
  - 決勝では前年と同じく木村靖彦と対戦し、これを退けた。
- 2002年（平成14年）第34回全日本選手権で準優勝。
  - 数見肇が3年ぶりに選手権大会に参戦し、決勝で再戦する。延長2回までもつれ込み、僅差で判定負けをした。ここで29連勝の記録がストップした。
- 2003年（平成15年）第8回全世界選手権で優勝。
  - アルトゥール・ホヴァニシアン、レチ・クルバノフ、エヴェルトン・テイシェイラ、セルゲイ・プレカノフ、といった当時の強豪外国人選手と連戦を重ねる厳しいトーナメントだった。この大会をもって引退する。
- 2005年（平成17年）名古屋中央支部の支部長となる。
- 2007年（平成19年）50人組手完遂し伍段を取得する。

※1995年（平成7年）以降の大会は、極真会館松井派主催。

## 組手スタイル
- 打たれ強く、スピードが有り、スタミナが豊富であり、それを最大限に生かした組手をする。
- 様々な突き、蹴り技をそつなく使いこなせるため、何かの得意技を中心に組み立てるスタイルではなく、対角の攻撃や、大技で警戒させた直後の攻撃等、相手の反応を散らした隙に圧倒的なラッシュで相手を畳み掛けるパターンを多く取り入れる。
- 木山の特徴でもあるラッシュは、元々スピードのある中量級の選手の木山が、そのスピードを落とさないまま重量級に増量することで身につける事ができた。このため、重量級としてはさほど大きな体格ではない木山が、大型でパワーのある選手と対戦しても、スピードのあるラッシュで打ち合いに勝つことができた。ちなみに、この特徴的な怒涛のラッシュから『弾丸ファイター』というキャッチフレーズが付くようになった。
- 第34回全日本選手権を観戦していた元キックボクサーの藤原敏男は、木山の組手を「まるでキックボクサーのような動きだ」と評した[どこ?]。

## 人物
- 素朴でストイックなイメージに加え、自分より体格に勝る選手でも、ダメージを与えて勝とうとする姿勢から道場生の尊敬する選手として挙げられる事が多い。
- 高校１年の夏に友人に誘われて道場に入門したが、初めから上位選手を目指していた訳ではなく、当初は趣味程度の感覚で一般の道場生として通っていた。
- 学生時代はスポーツ万能という訳ではなく、体育の成績は平凡で、強いて挙げれば長距離走のタイムが平均より若干速いという程度であった。
- フルコンタクト空手の選手としては珍しく高重量を扱うウエイトトレーニングを殆ど行わなかった。その代わりに主に自重を使った運動を高回数行うトレーニングや、師匠である竹隆光考案の、砲丸投げや自動車を押して歩く独特のトレーニングで強靭な基礎体力を身に付けた。なお、そのトレーニング風景はジャンクSPORTSに出演した時に放映された。

## 出演映像作品
- 弾丸ファイター 木山仁（MEDIA8）2004年発売
- 最後の決闘 木山仁の50人組手（MEDIA8）2007年発売

## 関連人物
- 大山倍達
- 松井章圭